# Victor-Friedrich-Silberhütte

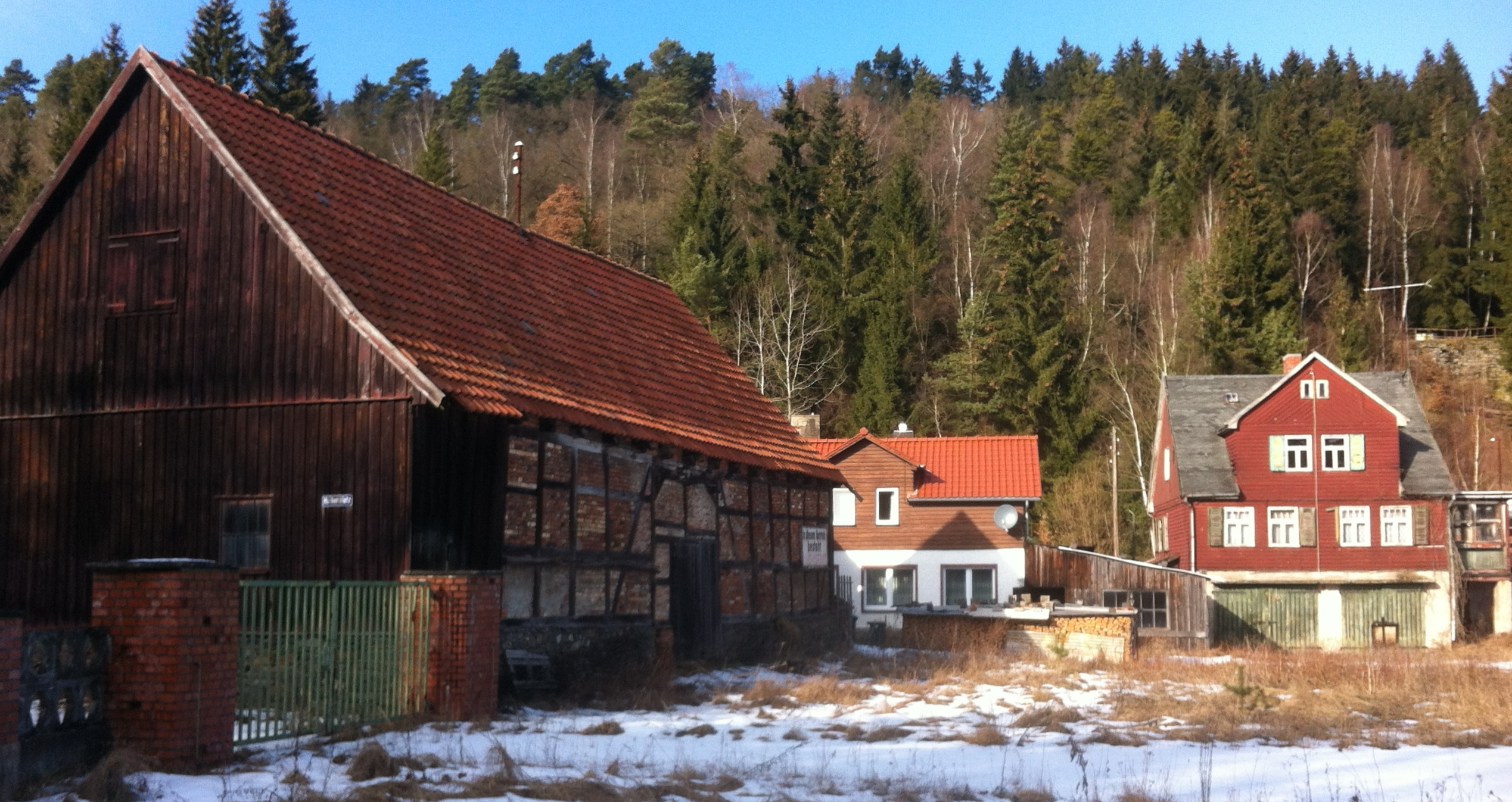
Bebauung im Bereich der Hütte

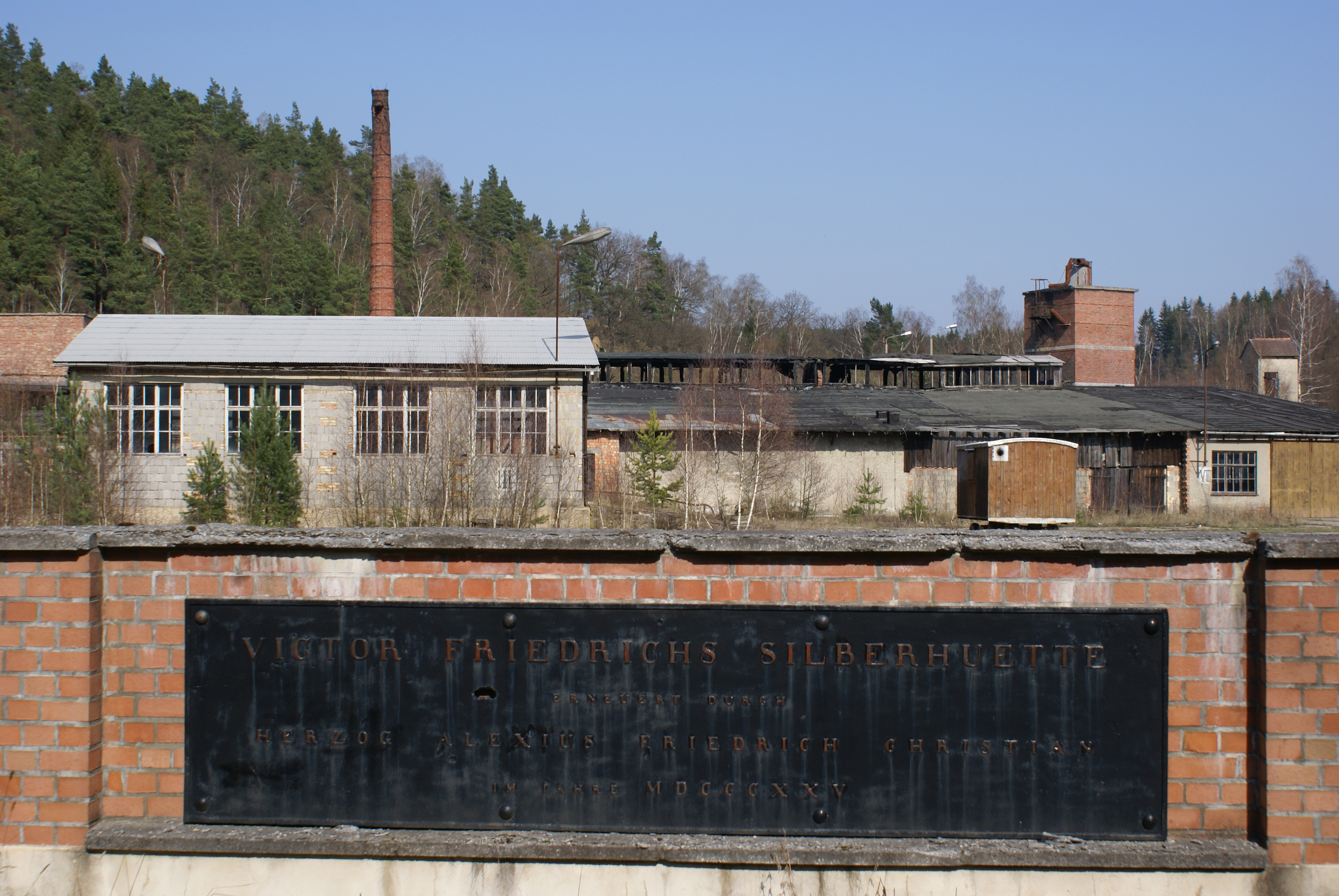
Verfallene Silberhütte im Ortsteil Silberhütte

Die Victor-Friedrich-Silberhütte (auch Victor Friedrichs Silberhütte) ist ein ehemaliges Hüttenwerk im zur Stadt Harzgerode in Sachsen-Anhalt gehörenden Ortsteil Silberhütte. Die wenigen erhaltenen baulichen Reste der Hütte sowie eine Gedenktafel stehen unter Denkmalschutz.

## Lage
Sie befindet sich am Ufer der Selke im Selketal am westlichen Ortsausgang von Silberhütte. Südlich des Hüttengeländes verläuft heute die Selketalbahn. Im örtlichen Denkmalverzeichnis ist die Hütte als Hüttenwerk eingetragen. Unmittelbar westlich der Hütte befindet sich das gleichfalls denkmalgeschützte Hüttenmeisterhaus.

## Gestaltung und Geschichte
Im Jahr 1693 wurde die Silberhütte durch Fürst Wilhelm von Anhalt-Bernburg-Harzgerode gegründet, um die Verhüttung der in der näheren Umgebung abgebauten Erze zu ermöglichen. Man nutzte die Wasserkraft der Selke. Der spätere Name der Hütte verweist auf Fürst Viktor Friedrich von Anhalt-Bernburg. Anfang des 19. Jahrhunderts erfolgte ein Umbau und eine weitgehende Erneuerung des Betriebes. Eine heute vor Ort erhaltene gusseiserne Gedenktafel erinnert mit der Inschrift VICTOR FRIEDRICHS SILBERHUETTE / ERNEUERT DURCH / HERZOG ALEXIUS FRIEDRICH CHRISTIAN / IM JAHRE MDCCCXXV an die Erneuerung im Jahre 1825 durch Herzog Alexius Friedrich Christian von Anhalt-Bernburg. In diesem Jahr wurde in der Hütte neben Silber auch das einzige im Harz gefundene Gold und Selen verhüttet.
Im Jahr 1909 stellte die Hütte jedoch ihren Betrieb ein. Auf dem Hüttengelände siedelten sich Betriebe der Holzverarbeitung an, die 1990 stillgelegt wurden. Auf dem westlichen Teil des Hüttengeländes entstand der Unterharzer Waldhof.